# 125年
| 千纪： | 1千纪                                                                                           |
| 世纪： | 1世纪 \| 2世纪 \| 3世纪                                                                         |
| 年代： | 90年代 \| 100年代 \| 110年代 \| 120年代 \| 130年代 \| 140年代 \| 150年代                        |
| 年份： | 120年 \| 121年 \| 122年 \| 123年 \| 124年 \| 125年 \| 126年 \| 127年 \| 128年 \| 129年 \| 130年 |
| 纪年： | 乙丑年（牛年）；东汉延光四年                                                                    |

## 大事记
- 中国
  - 5月18日——漢安帝死後，閻顯兄妹擁立宗室北鄉侯劉懿為帝，閻太后臨朝，閻顯為車騎將軍輔政。
  - 12月10日——少帝劉懿崩
  - 12月16日——宦官孫程、李剛等19人發動宮廷政變，擁立漢安帝子濟陰王劉保為帝，即漢順帝，閻顯被殺。順帝封19人為侯，封孫程為浮陽侯，加官騎都尉，官至奉車都尉。因此孫程等宦官史稱十九侯。
- 罗马帝国
  - 万神庙竣工。
- 其他
  - 聖德來福繼任教宗。

## 各国领袖

### 非洲
- 库施
  - 国王：Tamelerdeamani（114年－134年）

### 亚洲
- 中国
  - 东汉：
    - 皇帝：
      1. 汉安帝（106年－125年）
      2. 刘懿（125年）
      3. 汉顺帝（125年－144年）
- 朝鲜
  - 百济：
    - 国王：己娄王（77年－128年）

  - 高句丽：
    - 国王：太祖王（53年－146年）

  - 新罗：
    - 国王：祗摩尼师今（112年－134年）

### 欧洲
- 高加索伊比里亚
  - 国王：法斯曼二世（116年－142年）
- 罗马帝国
  - 皇帝：哈德良（117年－138年）

### 中东
- 奥斯若恩
  - 国王：Ma'nu VII bar Ezad（123年－139年）
- 安息
  - 国王（政权对立）：
    - 沃洛吉斯三世（105年－147年）
    - 奥斯罗埃斯一世（105年－129年）

## 逝世
- 汉安帝，东汉第六位皇帝（94年出生31岁）
- 普鲁塔克，古希腊历史学家（约46年出生79岁）
- 劉懿，東漢第七位皇帝
- 劉肅，為中國東漢時期藩王之一
- 閻顯，漢安帝安思皇后之兄。